# Allotinus narsares
Allotinus narsares är en fjärilsart som beskrevs av Hans Fruhstorfer 1913. Allotinus narsares ingår i släktet Allotinus och familjen juvelvingar. Inga underarter finns listade i Catalogue of Life.